# Erik Hell
Erik Hell (11 de agosto de 1911-11 de marzo de 1973) fue un actor teatral, cinematográfico y televisivo de nacionalidad sueca.

## Biografía
Nacido en Kalliokoski, Finlandia, Hell trabajó en la fábrica de vidrio de Emmaboda antes de cursar estudios en la escuela del Teatro Dramaten en los años 1939 a 1942. Después, y hasta el año 1943, actuó en el Dramaten. Entre 1959 y 1963 actuó en teatros de Norrköping y Linköping, volviendo de nuevo al Dramaten en 1966, formando parte de su elenco hasta el año 1971. 
Debutó en el cine en 1940 haciendo un pequeño papel en el film de Alf Sjöberg Den blomstertid.... A lo largo de su trayectoria participó en un total de unas ochenta producciones cinematográficas y televisivas. 
Erik Hell falleció en Solna, Suecia, en 1973. Fue enterrado en el Cementerio de Solna. Había estado casado entre 1954 y 1960 con la escritora Majken Cullborg (1920–2006), y a partir de 1960 con la actriz Öllegård Wellton (1932–1991), con la cual tuvo dos hijos, Johan Hell y el actor Krister Hell. 

## Teatro
- 1939 : Nederlaget, de Nordahl Grieg, escenografía de Svend Gade, Dramaten
- 1940 : De ratones y hombres, de John Steinbeck, escenografía de Alf Sjöberg, Dramaten
- 1940 : Den lilla hovkonserten, de Toni Impekoven y Paul Verhoeven, escenografía de Rune Carlsten, Dramaten
- 1941 : Vi skiljas, de Victorien Sardou y Émile de Najac, escenografía de Alf Sjöberg, Dramaten
- 1942 : Beredskap, de Gunnar Ahlström, escenografía de Alf Sjöberg, Dramaten
- 1942 : Ut till fåglarna, de George S. Kaufman y Moss Hart, escenografía de Alf Sjöberg, Dramaten
- 1947 : Jag ska låta höra av mig, de Brita von Horn, escenografía de Ellen Isefiær, Dramatikerstudion[2]
- 1949 : De fem fåglarna, de Staffan Tjerneld, escenografía de Björn Berglund, Blancheteatern[3]
- 1965 : Episod i Vichy, de Arthur Miller, escenografía de Lars-Levi Læstadius, Stockholms stadsteater
- 1965 :La loca de Chaillot, de Jean Giraudoux, escenografía de Frank Sundström, Stockholms stadsteater
- 1970 : Brända tomten, de  August Strindberg, escenografía de Alf Sjöberg, Dramaten
- 1971 : Sol, vad vill du mig?, de  Birger Norman, escenografía de Ingvar Kjellson, Dramaten

## Filmografía (selección)

### Cine
- 1940 : Den blomstertid
- 1941 : Snapphanar
- 1942 : Himlaspelet
- 1942 : Gula kliniken
- 1942 : Rid i natt!
- 1943 : Det brinner en eld
- 1944 : Klockan på Rönneberga
- 1944 : Kungajakt
- 1944 : Lev farligt
- 1944 : Den osynliga muren
- 1945 : Oss tjuvar emellan eller En burk ananas
- 1946 : Ballongen
- 1946 : Barbacka
- 1946 : Pengar - en tragikomisk saga
- 1946 : När ängarna blommar
- 1947 : Barco a la India
- 1947 : Det vackraste på jorden
- 1947 : Det kom en gäst
- 1948 : På dessa skuldror
- 1948 : Ciudad portuaria
- 1949 : Människors rike
- 1949 : Stora Hoparegränd och himmelriket
- 1951 : Kranes konditori
- 1951 : Sköna Helena
- 1951 : Hon dansade en sommar
- 1952 : Ubåt 39
- 1953 : Göingehövdingen
- 1953 : Det var dans bort i vägen
- 1953 : För min heta ungdoms skull
- 1954 : Storm över Tjurö
- 1954 : Salka Valka
- 1956 : Häxan
- 1957 : En drömmares vandring
- 1959 : Ryttare i blått
- 1961 : Pärlemor
- 1961 : Ljuvlig är sommarnatten
- 1962 : Nils Holgerssons underbara resa
- 1963 : Det är hos mig han har varit
- 1964 : Querido John
- 1964 : 491
- 1965 : Jag – en kvinna
- 1965 : Nattcafé
- 1965 : Morianerna
- 1966 : Ön
- 1967 : Den onda cirkeln
- 1967 : Tofflan - en lycklig komedi
- 1967 : Mördaren – en helt vanlig person
- 1968 : Komedi i Hägerskog
- 1968 : Vindingevals
- 1968 : Carmilla
- 1969 : El rito
- 1969 : En passion
- 1970 : Reservatet
- 1970 : Ann och Eve – de erotiska

### Televisión
- 1964 : Henrik IV
- 1965 : Hans nåds testamente
- 1965 : Bödeln
- 1965 : Gustav Vasa
- 1966 : Woyzeck
- 1966 : Doktor Knock
- 1966 : Asmodeus
- 1967 : Fadren
- 1969 : Riten
- 1970 : Reservatet
- 1972 : Magnetisören